# 44e bataillon de tirailleurs sénégalais
Le 44e Bataillon de Tirailleurs Sénégalais (ou 44e BTS) est un bataillon français des troupes coloniales.

## Création et différentes dénominations
- -: Formation du 44e Bataillon de Tirailleurs Sénégalais

## Historique des garnisons, combats et batailles du44eBTS
- Hiver 1916/1917: Hivernage au camp du Courneau
- 03/07/1916: Fournit des éléments pour la formation du 106e BTS
- 07/08/1918: Le bataillon reçoit des renforts du 106e BTS (4 officiers et 399 hommes)
- 20/08/1918: A la dissolution du 106e BTS, le bataillon reçoit une partie des effectifs restant de ce dernier

### Sources et bibliographie
Mémoire des Hommes